# Gabriel Muñoz López
Gabriel Muñoz López (Manizales, 24 de febrero de 1927-Manizales, 2 de agosto de 2019) fue un locutor colombiano, pionero de la radio colombiana de la década de 1940, narrador de fútbol y conductor del programa Así canta Colombia.